# Kfz-Kennzeichen (Albanien)
Zurzeit sind in Albanien verschiedene Typen von Kfz-Kennzeichen in Gebrauch. Alle weisen in der Regel schwarze Schrift auf weißem Hintergrund auf und entsprechen den paneuropäischen Maßen von 520 × 110 mm.

## Aktuelle Schilder

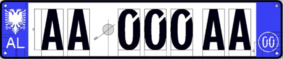
Muster der aktuellen Kennzeichen seit 2011

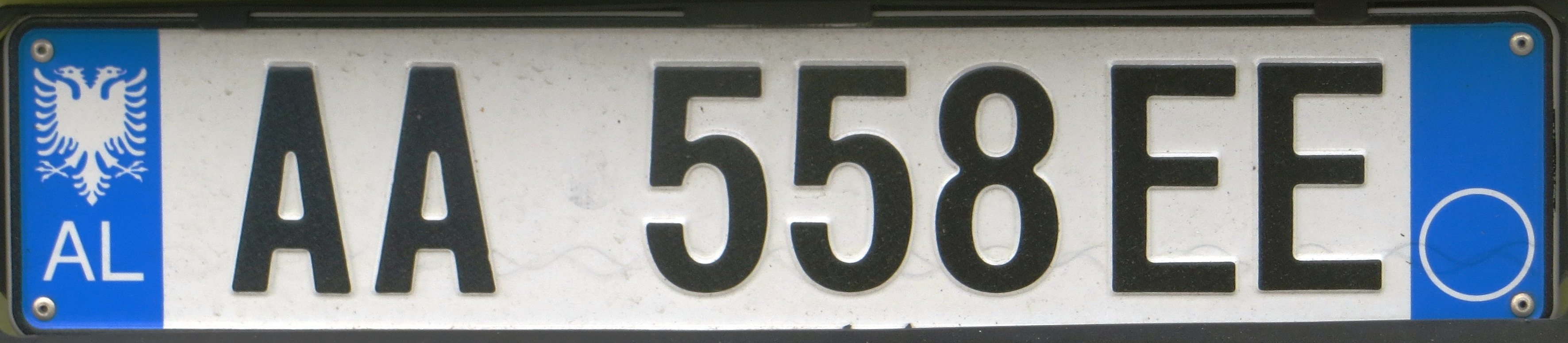
Aktuelles Nummernschild

Die aktuellen Kfz-Kennzeichen wurden am 16. Februar 2011 eingeführt und orientieren sich maßgeblich an den italienischen Euro-Kennzeichen. Die Schilder zeigen an beiden Enden ein blaues Feld. Am linken Rand beinhaltet es den Doppeladler des albanischen Wappens sowie das Nationalitätszeichen AL. Auf der rechten Seite kann das Zulassungsjahr sowie der Regionscode im blauen Feld erscheinen. Beide Angaben sind allerdings wie in Italien freiwillig und werden eher selten dargestellt, sodass das rechte blaue Feld häufig leer bleibt. Die eigentliche Kombination ist fortlaufend und ermöglicht somit keinerlei Rückschlüsse auf die Herkunft des Fahrzeuges. Sie besteht aus zwei Buchstaben, gefolgt von einem Hologramm, drei Ziffern und weiteren zwei Buchstaben.
Seit 2023 können auch Wunschkennzeichen (albanisch targat e luksit) beantragt werden. Die personalisierten Kfz-Kennzeichen bestehen aus einer frei wählbaren Zeichenkette von fünf bis sieben Buchstaben und Ziffern.
Temporäre Schilder besitzen rote Schrift. Die Kombination besteht aus zwei Buchstaben, einer Ziffer und den Lettern PRK für albanisch Përkohshme (provisorisch) oder PROV (Provë = Probe). Nummernschilder für Taxis besitzen ebenfalls rote Schrift, haben aber einen gelben Hintergrund. Sie zeigen zwei Buchstaben, drei Ziffern sowie den Buchstaben T für Taksi (Taxi). Diplomatenkennzeichen weisen grüne Schrift auf. Sie beginnen mit den Buchstaben CD für Angehörige des Diplomatischen Corps oder TR (Truproje Diplomatike) für anderweitige Botschaftsmitarbeiter. Fahrzeuge der albanischen Polizei tragen Kennzeichen mit blauer Aufschrift und den Buchstaben MB für Ministria e Brendshme (Innenministerium). Nummernschilder für landwirtschaftliche Fahrzeuge besitzen weiße Schrift auf grünem Hintergrund. Die Schilder zeigen nach den beiden fortlaufenden Lettern die Buchstaben MB für Makinë Bujqësore (landwirtschaftliche Maschine). Anhängerkennzeichen beinhalten den Buchstaben R für Rimorkio (Anhänger).

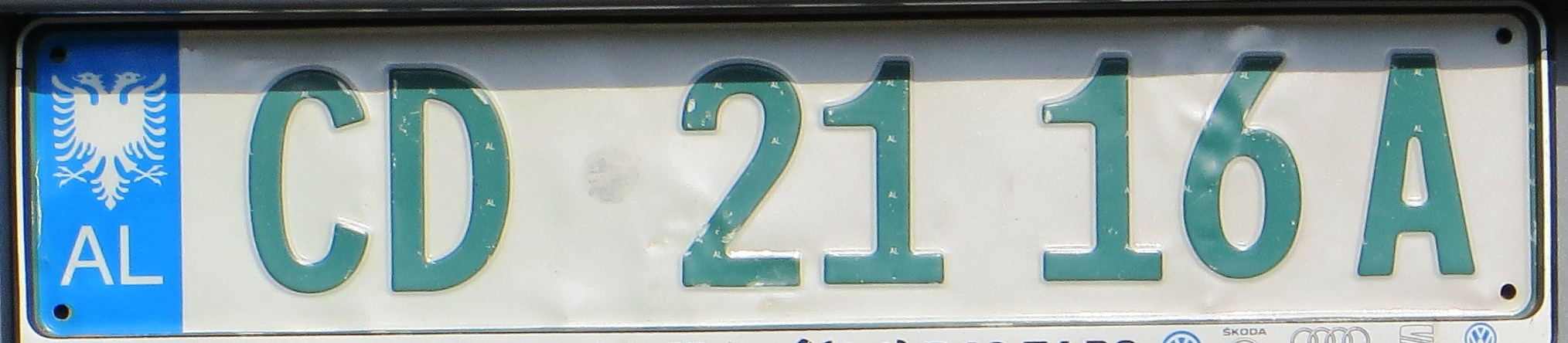
Nummernschild von Diplomatischen Vertretungen (CD)
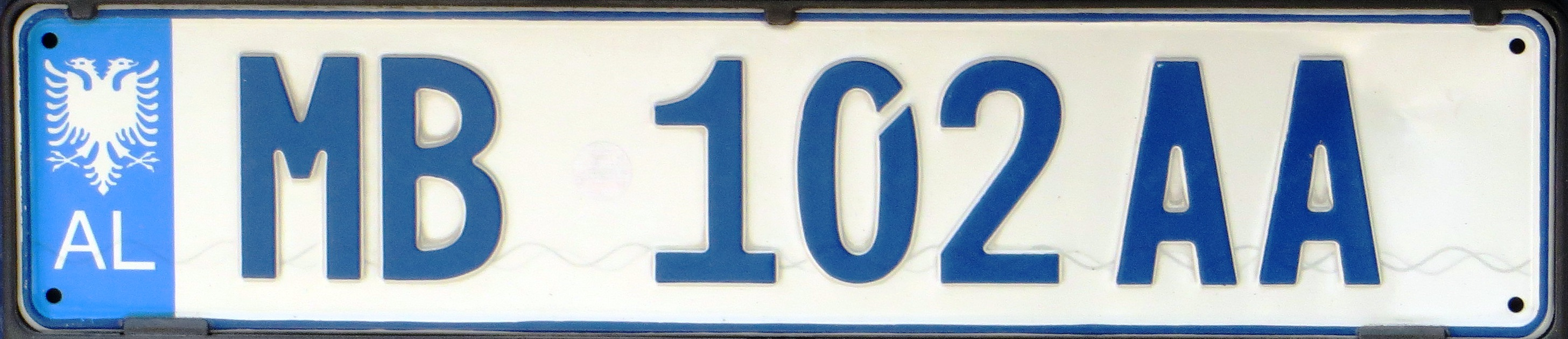
Polizei-Kennzeichen (MB)
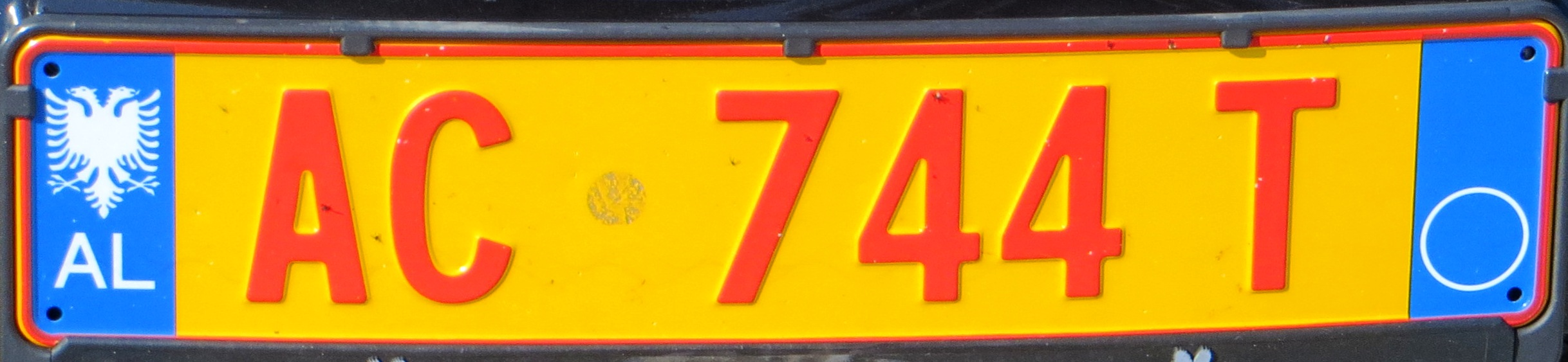
Taxi-Kennzeichen (T)
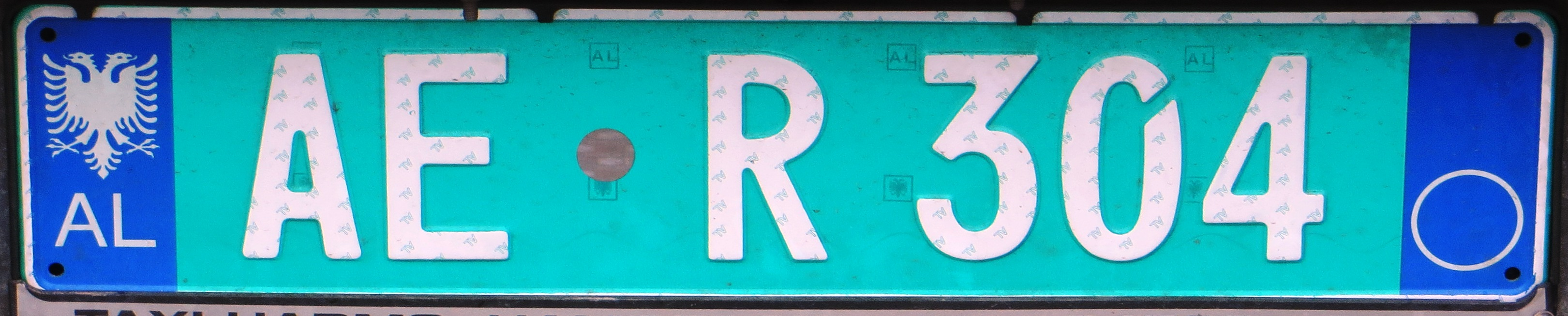
Anhänger-Kennzeichen (R)
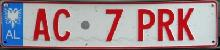
Temporäres Kennzeichen
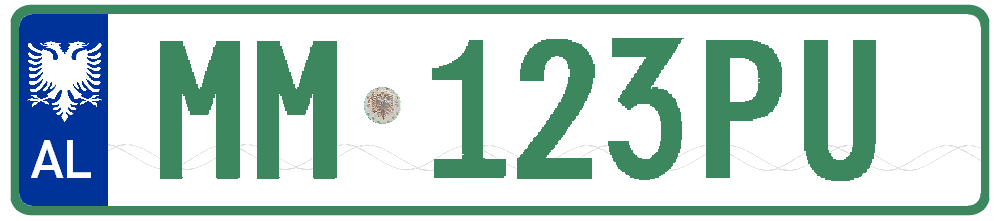
Albanische Streitkräfte (MM)

### Übersicht
| Einzeilig | Zweizeilig | Schema     | Beschreibung |
| --------- | ---------- | ---------- | --- |
|           |            | AB 123 CD  | Privatfahrzeuge |
|           |            | AB 123 CD  | Wiederholungskennzeichen, falls das reguläre Kennzeichen verdeckt ist |
|           |            | AB MB 12   | Landwirtschaftliche Fahrzeuge (Makinë Bujqësore) |
|           |            | AB RB 12   | Landwirtschaftliche Anhänger (Rimorkio Bujqësore) |
|           |            | CD 12 34 A | Diplomatisches Corps, erstes Ziffernpaar codiert Herkunftsland bzw. -organisation |
|           |            | TR 12 34 A | Botschaftsangehörige (Truproje Diplomatike), erstes Ziffernpaar codiert Herkunftsland bzw. -organisation |
|           |            | MM 123 AB  | Fahrzeuge der Albanischen Streitkräfte (Ministria e Mbrojtjes = Verteidigungsministerium), zweites Buchstabenpaar codiert die Teilstreitkräfte - FA (Forca Ajrore, Luftwaffe) - FD (Forca Detare, Marine) - FT (Forca Tokësore, Heer) - KM (Komanda Mbështetëse, Unterstützungskommando) - PU (Policia Ushtarake, Militärpolizei) - SP (Shtabi i Përgjithshëm, Generalstab) |
|           |            | MB 123 AB  | Fahrzeuge des Innenministeriums u. a. Polizei (Ministria e Brendshme = Innenministerium) |
|           |            | AB 123 T   | Taxis |
|           |            | AB MT 12   | technische Maschinen (Makinë Teknologjike) |
|           |            | AB R 123   | Anhänger technischer Maschinen (Rimorkio Teknologjike) |
|           |            | AB 1 PROV  | Kennzeichen für Testfahrten (Provë = Probe) |
|           |            | AB 1 PRK   | Temporäre Kennzeichen (Përkohshme = provisorisch) |
|           |            | AB 123     | Motorräder |

## Alte Formate

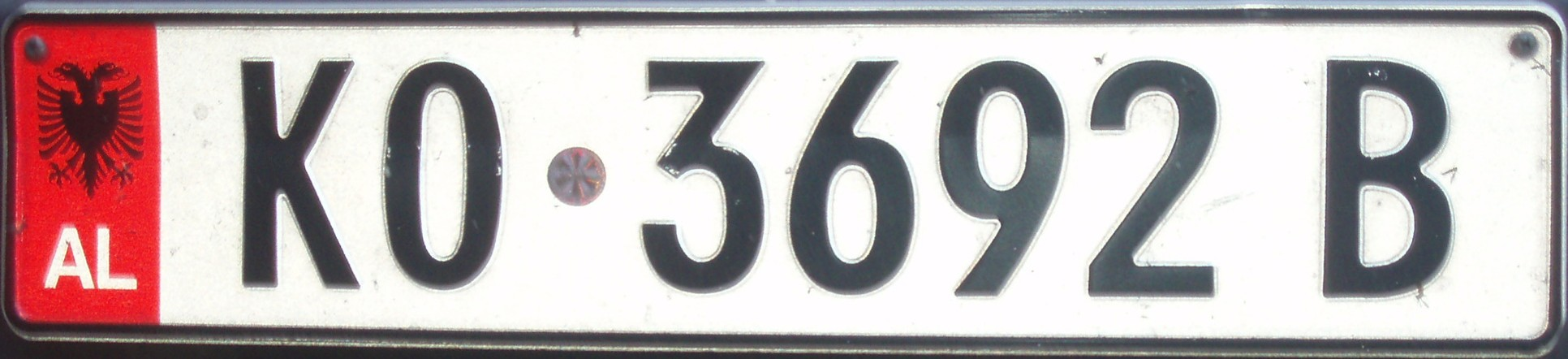
Kennzeichen bis 2011

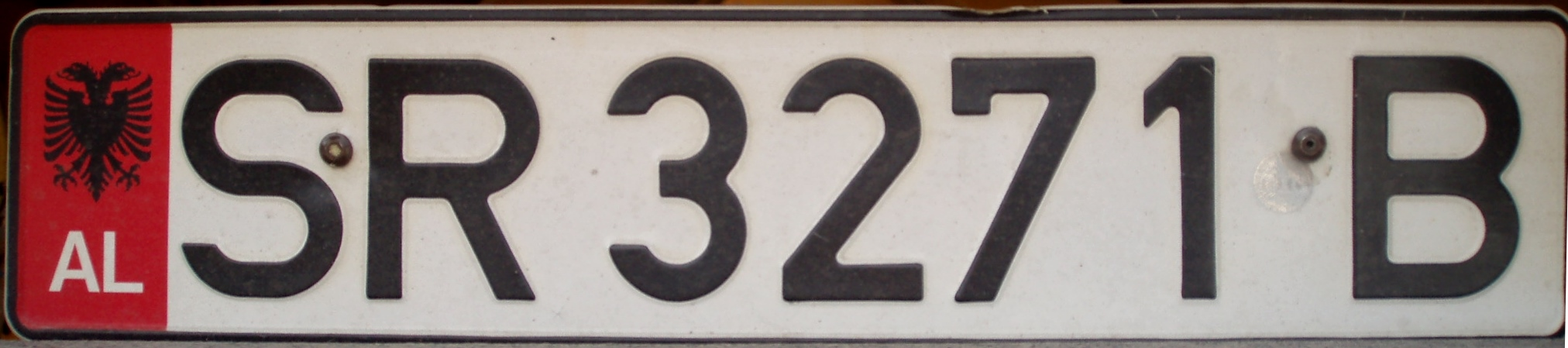
Kennzeichen in DIN-Schrift bis 2002

Bis zum Anfang der 1990er Jahre wurden weiße Schilder, die aus zwei Buchstaben des Herkunftsbezirks, einem roten Stern und einer Zahlenkombination bestanden, emittiert. Diplomatenkennzeichen wiesen die Beschriftung TD für Trup Diplomatik auf.

Anfang der 1990er Jahre wurde das Kennzeichensystem reformiert. Die Schilder bestanden fortan aus zwei Buchstaben, die die entsprechenden Kreise verschlüsselten, sowie aus einer fortlaufenden vierstelligen Zahl. Am Ende befand sich ein weiterer Buchstabe. Die Kennzeichen wurden später um ein rotes Band am linken Rand ergänzt, das den Doppeladler des albanischen Wappens über den Buchstaben AL zeigte. Zudem wurde nun eine Variante der DIN-Schrift als Schriftart genutzt. Im Jahr 2002 wurde die Schriftart abermals modifiziert.
Diplomatische Kennzeichen besaßen grüne Schrift und glichen weitgehend den heutigen Schildern. Sie zeigten die Buchstaben CD und vier Ziffern in zwei Zweiergruppen, getrennt durch einen Bindestrich. Die ersten beiden Ziffern geben dabei das Herkunftsgebiet an. Taxischilder zeigten am Ende des Schildes die übereinander angeordneten Buchstaben TAXI. Gelbe Nummernschilder mit schwarzer Aufschrift und dem Buchstaben Z wurden an behördliche Fahrzeuge vergeben. Die Polizei verwendete bis 2011 Schilder mit der Aufschrift POLICIA und einer Ziffernkombination in dunkelblauer Farbe. Fahrzeuge der albanischen Streitkräfte besitzen abweichende Kfz-Kennzeichen. Sie zeigen ein U für ushtria (Armee) gefolgt von ausschließlich Ziffern.

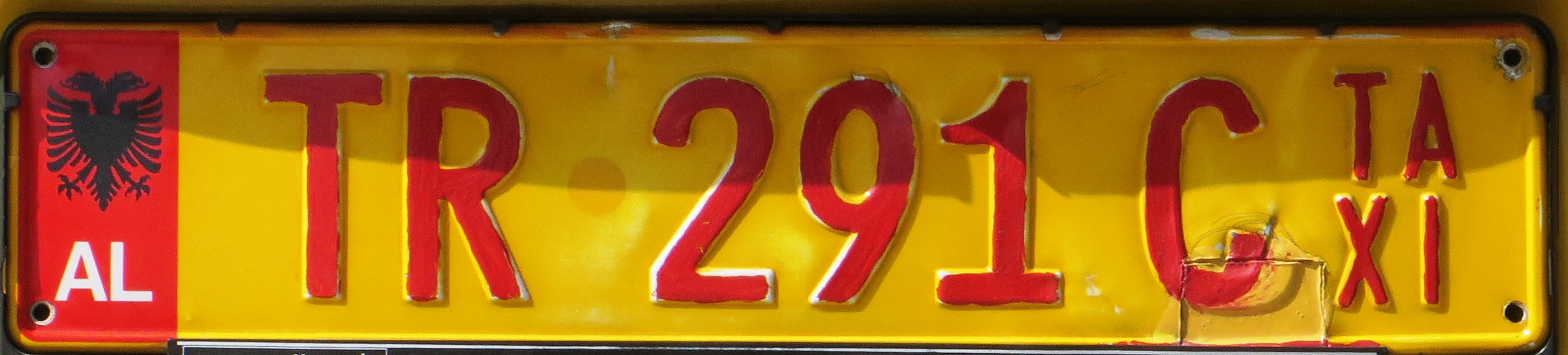
Taxikennzeichen bis 2002
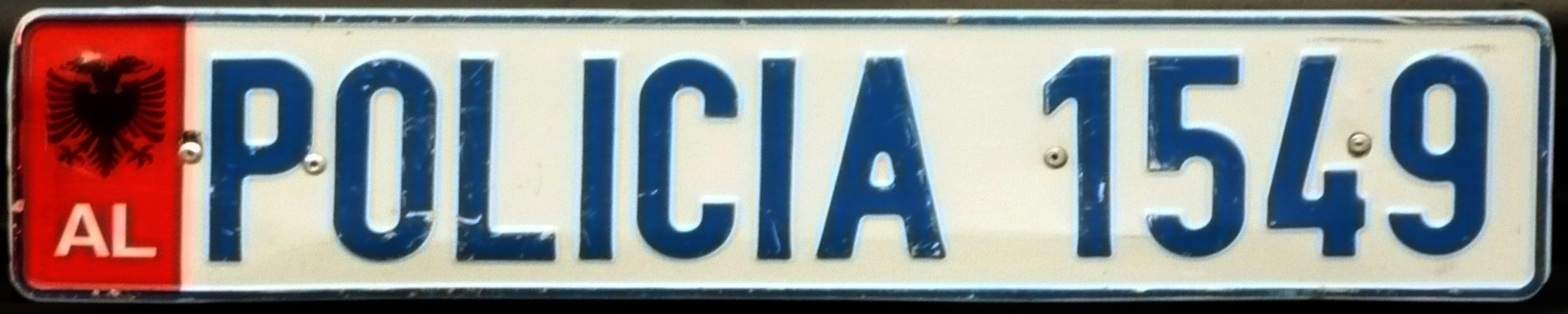
Altes Polizei-Kennzeichen
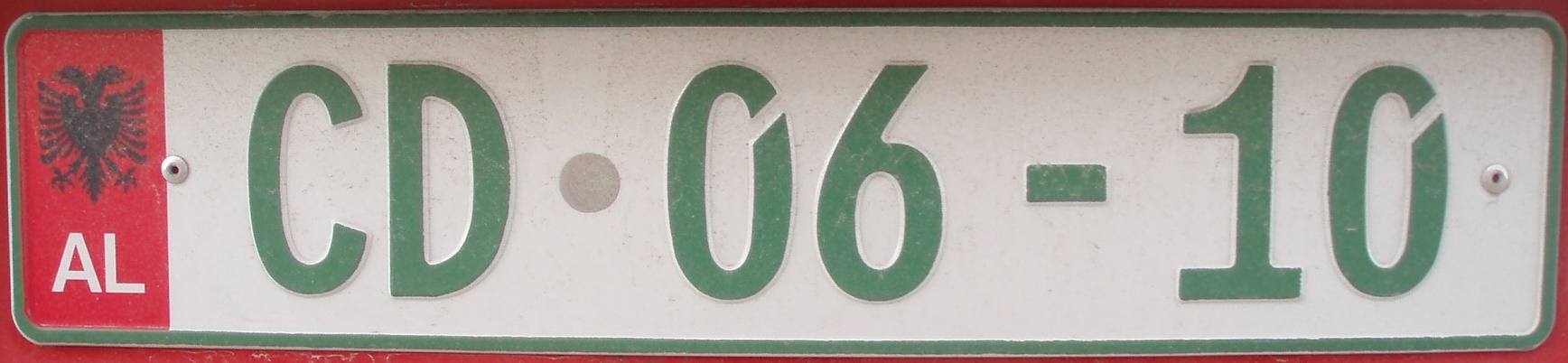
Altes Diplomatenkennzeichen
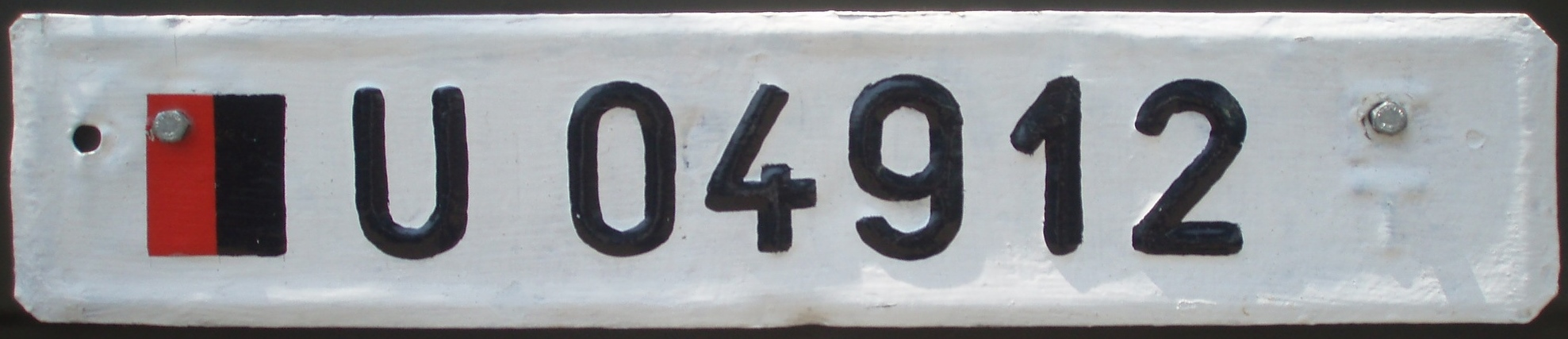
Nummernschild der Streitkräfte

### Herkunftscodes (bis 2011)
| | |

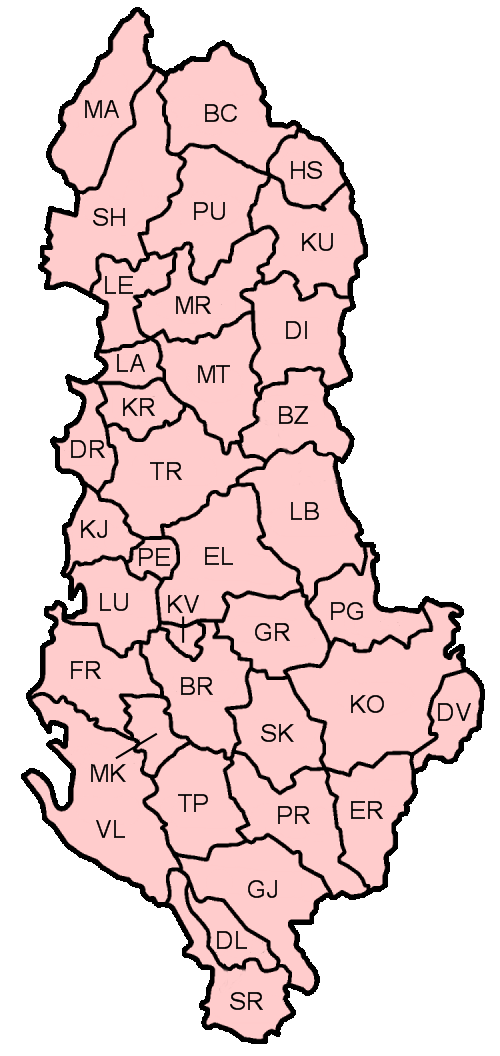
Geografische Verteilung der Kfz-Kennzeichen

| - BC Kreis Tropoja (Bajram Curri) - BR Kreis Berat (Berat) - BZ Kreis Bulqiza (Bulqiza) - DI Kreis Dibra (Peshkopia) - DL Kreis Delvina (Delvina) - DR Kreis Durrës (Durrës) - DV Kreis Devoll (Bilisht) - EL Kreis Elbasan (Elbasan) - ER Kreis Kolonja (Erseka) - FR Kreis Fier (Fier) - GJ Kreis Gjirokastra (Gjirokastra) - GR Kreis Gramsh (Gramsh) - HS Kreis Has (Kruma) - KJ Kreis Kavaja (Kavaja) - KO Kreis Korça (Korça) - KR Kreis Kruja (Kruja) - KU Kreis Kukës (Kukës) - KV Kreis Kuçova (Kuçova) | - LA Kreis Kurbin (Laç) - LB Kreis Librazhd (Librazhd) - LE Kreis Lezha (Lezha) - LU Kreis Lushnja (Lushnja) - MA Kreis Malësia e Madhe (Koplik) - MK Kreis Mallakastra (Ballsh) - MR Kreis Mirdita (Rrëshen) - MT Kreis Mat (Burrel) - PE Kreis Peqin (Peqin) - PG Kreis Pogradec (Pogradec) - PR Kreis Përmet (Përmet) - PU Kreis Puka (Puka) - SH Kreis Shkodra (Shkodra) - SK Kreis Skrapar (Çorovoda) - SR Kreis Saranda (Saranda) - TP Kreis Tepelena (Tepelena) - TR Kreis Tirana (Tirana) - VL Kreis Vlora (Vlora) |